# جبل عدين (حبيش)

تعديل مصدري - تعديل

جبل عدين محلة تابعة لقرية المنزل، التابعة لعزلة بني معين بمديرية حبيش إحدى مديريات محافظة إب في الجمهورية اليمنية، بلغ تعداد سكانها 42 حسب تعداد اليمن لعام 2004.